# Digitoramispora excentrica
Digitoramispora excentrica är en svampart som först beskrevs av B. Sutton, och fick sitt nu gällande namn av R.F. Castañeda & W.B. Kendr. 1990. Digitoramispora excentrica ingår i släktet Digitoramispora, divisionen sporsäcksvampar och riket svampar.   Inga underarter finns listade i Catalogue of Life.